# ジョゼフ・ブラック
ジョゼフ・ブラック（Joseph Black、1728年4月16日 - 1799年12月6日）は、スコットランドの物理学者、化学者。潜熱、熱容量概念の確立や二酸化炭素の発見者として知られる。1756年から10年間グラスゴー大学で医学と化学の教授を、1766年から30年余りエディンバラ大学で医学と化学の教授をつとめ、化学の定量的手法、熱学の進歩普及に貢献した。

## 生涯
ジョゼフ・ブラックは1728年4月16日、フランスのボルドーで生まれた。父ジョン・ブラックはスコットランド系でアイルランド・アルスター州ベルファスト出身のワイン商人で、ボルドーに拠点を持っていた。母マーガレットはスコットランド・アバディーンシャー州出身で、やはりワイン商人の家系であった。
ジョゼフは12歳からベルファストのグラマースクールでラテン語、ギリシャ語などを学び、1744年の16歳のときグラスゴー大学へ入り、リベラル・アーツを学んだ。1747年に赴任してきた医学教授ウィリアム・カレンの講義を聞き、医学と化学に強い興味を持ち、医学の道へ進んだ。ブラックはカレンの実験助手を数年間つとめている。
ブラックは1752年、医学をさらに学ぶためエディンバラ大学へ移った。1756年に、解剖学と植物学の教授としてグラスゴー大学へ帰り、翌年に医学の教授となった。師のカレンは1755年にエディンバラ大学の医学の教授となっていた。
グラスゴーでは熱に関する研究を行い、熱容量や潜熱の概念を確立した。当時同大学の数学機器メーカーであったジェームズ・ワットとも親しく、ワットが蒸気機関の開発や起業を行う際の良き相談者、支援者でもあった。
ブラックは1766年に、カレンの後をついでエディンバラ大学の医学と化学の教授となり、1797年まで多くの受講者を引きつけた講義を続け、化学の普及に大きく貢献した。
ブラックは、デイヴィッド・ヒューム、アダム・スミス，ジェームズ・ハットンなど、スコットランド啓蒙主義の多くの知識人たちとも交友があった。ヒュームの主治医として最期を看取り、アダム・スミスの遺稿をハットンと共に編集した。ブラック自身は、小児期の感染症による肺疾患や後年ではリューマチで苦しみ、決して健康ではなかった。
1799年12月6日にエディンバラで死去し、フランシスコ会修道士墓地に埋められている。

## 研究
ブラックが「マグネシアアルバ」(炭酸マグネシウム)の化学的研究を始めたのはグラスゴーにいた1750年から1752年頃であり、その後エディンバラで医学博士論文としてそれを提出した。その中に、今日二酸化炭素と呼ばれている「固定空気」の発見も含まれている。
マグネシアアルバや白亜（炭酸カルシウム）の加熱処理や生成物の酸/アルカリ処理に際して、ブラックは質量の変化を注意深く正確に測定し、今日の定量的化学実験のさきがけとなっている。
1756年に教授としてグラスゴーへ帰ってすぐに、ワットと知り合った。ワットが手がけていたニューコメン機関の改良は、ブラックにとっても刺激となったようで、彼はこの後、潜熱、熱容量などの熱に関する研究を進めた。
ブラックは熱の量（熱量）と熱の強さ（温度）との区別を明確にし、物質の持つ力学的属性（質量）のほかに、熱的属性としての熱容量（または比熱）の概念を導入した。
ブラックはまた、融点にある氷に熱を加えても氷/水混合物の温度は上昇せず、混合物中の水の量が増えるだけであることを見つけた。さらに、沸騰している水に熱を加えても、同様に水/蒸気混合物の温度は上昇せず、蒸気の量が増えるだけであることも見出した。これらの観測をもとに、このとき加えた熱は氷および沸騰水と結合し、このために表面に出てこないとの結論（潜熱概念）に達した。
熱の実体について、ブラック自身は実証主義を貫き、「熱は何であるのか」についての態度決定は避けたとされている。しかし、彼の一連の定量的概念は、流体としての熱物質（｢熱素｣または｢火の粒子｣）という観点にはよく適合するのに対して、熱運動論との関連付けは、当時の物理学の現状では不可能であった。客観的に見て、ブラックの理論がその後の熱物質説（熱素説）を助長した。ブラックの当時学生であったウィリアム・クレグホンやウィリアム・アーヴィンなどが、その後熱素説を展開することになった。